# Pomaro Monferrato
Pomaro Monferrato es una localidad y comune italiana de la provincia de Alessandria, región de Piamonte, con 394 habitantes.

## Evolución demográfica
| Gráfica de evolución demográfica de Pomaro Monferrato entre 1861 y 2010 |
|                                                                         |
| Fuente ISTAT - elaboración gráfica de Wikipedia                         |